# Кургак (Иссык-Кульская область)
Кургак (кирг. Кургак) — село в Ак-Суйском районе Иссык-Кульской области Кыргызстана. Входит в состав Энильчекского аильного округа.

## География
Село расположено в восточной части области, к востоку от реки Сарыджаз, на расстоянии приблизительно 70 километров (по прямой) к юго-востоку от села Аксуу (Теплоключенка), административного центра района.

## Население
Согласно оценочным данным Национального статистического комитета Кыргызской Республики, на начало 2023 года постоянное население в селе отсутствовало.
| год     | 2014 | 2015 | 2023 |
| ------- | ---- | ---- | ---- |
| человек | 12   | 6    | 0    |